# Mohammed VI (frégate)
Pour les articles homonymes, voir Mohammed VI (homonymie).
Le Mohammed VI  est une frégate furtive en service dans la Marine royale marocaine depuis 2014.

## Histoire
C'est une frégate de classe FREMM développée et produite par DCNS, maître du programme pour la France, et Fincantieri pour l'Italie. 

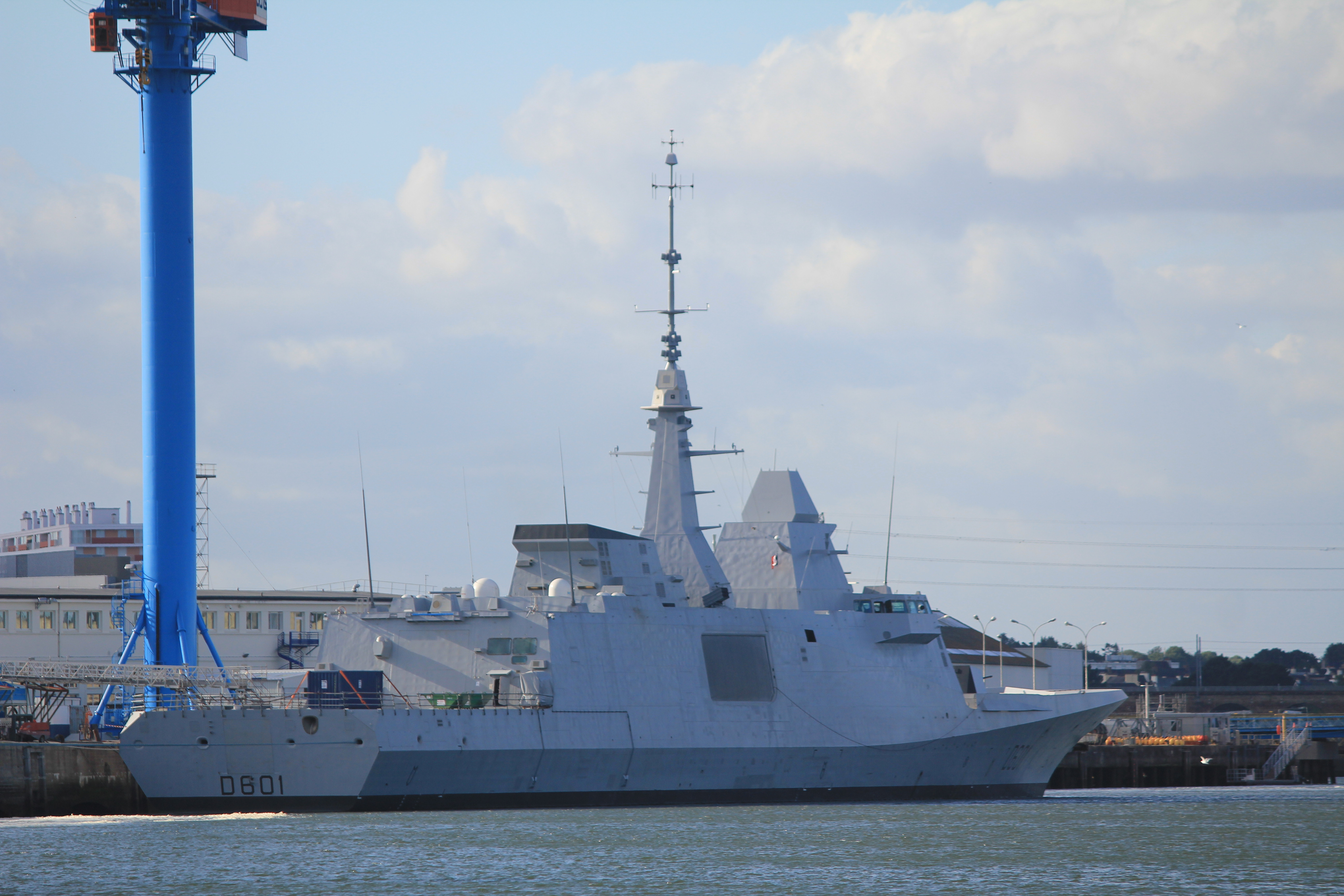
La frégate Mohammed VI à Lorient.

Elle est la plus grosse et la plus puissante frégate d'Afrique (avec la frégate Tahya Misr égyptienne, de la même classe). Ce bâtiment de combat, qui a coûté pas moins de 470 millions d’euros, est le deuxième du genre à être sorti des chantiers du constructeur naval DCNS,.